# 马纳利
马纳利（Manali），是印度喜马偕尔邦庫魯縣的一个城镇。总人口6265（2001年）。

## 人口
该地2001年总人口6265人，其中男性3997人，女性2268人；0—6岁人口593人，其中男314人，女279人；识字率73.63%，其中男性为79.53%，女性为63.23%。